# La Calzada de Béjar
La Calzada de Béjar is een gemeente in de Spaanse provincie Salamanca in de regio Castilië en León met een oppervlakte van 9,45 km². La Calzada de Béjar telt 86 inwoners (1 januari 2016).

## Demografische ontwikkeling
Bron: INE, 1857-2011: volkstellingen